# 懷特奧克鎮區 (愛荷華州沃倫縣)
懷特奧克鎮區（英語：White Oak Township）是位於美國愛荷華州沃倫縣的一個行政鎮區。

## 地方資料
根據2010年美國人口普查的數據，懷特奧克鎮區的面積為94.22平方千米，當中陸地面積為93.02平方千米，而水域面積為1.20平方千米。當地共有人口927人，而人口密度為每平方千米9.84人。